# Championnat de France de rugby à XIII de 2e division 2014-2015
Navigation
Élite 2
2015-2016
Le championnat de France de rugby à XIII de 2e division ou Élite 2 oppose douze équipes réparti initialement en deux poules géographiques, l'Est et l'Ouest. La Réole XIII, vainqueur du Championnat de France Nationale 1 la saison dernière, a décidé de monter et prend la place de Cavaillon qui est relégué en DN1.
Le championnat se déroule comme pour la saison précédente en trois phases : la première avec deux poules de six en matchs aller-retour, la deuxième avec des poules de 4 et un brassage entre les quatre meilleures équipes de l'Élite 1 et de l'Élite 2, et enfin les phases finales.
Suivant la volonté de la Fédération française de rugby à XIII (FFR XIII) de promouvoir la pratique du rugby à XIII féminin, toutes les équipes ayant une équipe féminine au sein de son club bénéficiera comme la saison passée de deux points de bonus à l'issue de la première phase
En parallèle du championnat, les équipes participent également à la coupe de France Lord Derby.
Le lieu de la finale a été désigné par la FFR XIII le 3 mars 2015 et se tiendra la pelouse du stade Sabathé de Montpellier le 17 mai 2015. Contrairement aux saisons passées, les demi-finales auront lieu sur terrain neutre et non plus chez le mieux classé puisqu'elles se dérouleront sur la pelouse du stade Jules Ribet de Saint-Gaudens le 2 ou 3 mai 2015. Les quarts de finale se joueront en match aller-retour et non plus sur une seule rencontre.

## Participants

### Poule Est
| # | Équipe                             | Ville        | Entraîneur(s)                     | Stade                   | Création |
| - | ---------------------------------- | ------------ | --------------------------------- | ----------------------- | -------- |
| 1 | Albi RL XIII                       | Albi         | David Collado - Éric Anselme      | Stade Mazicou           | 2008     |
| 2 | RC Baho XIII                       | Baho         | Didier Meynard                    | Stade Municipal de Baho | 2008     |
| 3 | RC Carpentras XIII                 | Carpentras   | Younès Khattabi                   | Stade de la Roseraie    | 1938     |
| 4 | Lyon-Villeurbanne Rhône XIII       | Villeurbanne | Sébastien Aguerra - Stuart Lester | Stade Georges Lyvet     | 1934     |
| 5 | Montpellier XIII                   | Montpellier  | Audrey Zitter                     | Stade Sabathé           | 1953     |
| 6 | Toulouse Jules-Julien Broncos XIII | Toulouse     | Joris Canton                      | Stade Struxiano         |          |

### Poule Ouest
| # | Équipe                    | Ville                    | Entraîneur        | Stade                       | Création |
| - | ------------------------- | ------------------------ | ----------------- | --------------------------- | -------- |
| 1 | La Réole XIII             | La Réole                 | Scott Hurrell     | Stade Municipal de La Réole | 1938     |
| 2 | RC Lescure-Arthès XIII    | Lescure-d'Albigeois      | Patrick Limongi   | Stade Jean Vidal            | 1964     |
| 3 | Réalmont XIII             | Réalmont                 | Yannick Buttignol | Stade Claude André          | 1935     |
| 4 | RC Saint-Gaudens XIII     | Saint-Gaudens            | Simon Dorrell     | Stade Jules Ribet           | 1958     |
| 5 | Tonneins XIII             | Tonneins                 | Pierre Sabatié    | Stade Jean Bernège          | 1934     |
| 6 | Villefranche XIII Aveyron | Villefranche-de-Rouergue | Andrei Olari      | Stade Henri Lagarde         | 1950     |

## Première phase
Le classement est calculé avec le barème de points suivant : 
- Match gagné (sur le terrain, par pénalité ou par forfait) : 3 points
- Match nul : 2 points
- Match perdu sur le terrain : 0 point
- Match perdu par pénalité : -1 point
- Match perdu par forfait : - 2 points
- Bonus défensif pour défaite de 12 pts ou moins : 1 point
- Bonus pour possession d'une équipe féminine : 2 points

Critères de départage en cas d'égalité de points au classement :
1. Goal average particulier entre les équipes à égalité
2. Goal average général

### Poule Est

#### Classement
| Rang | Club                   | J  | V | N | D | Bo | Bd | Pm  | Pe  | Diff | Pts |
| ---- | ---------------------- | -- | - | - | - | -- | -- | --- | --- | ---- | --- |
| 1    | Albi RL XIII           | 10 | 8 | 0 | 2 | 2  | 1  | 334 | 204 | +130 | 27  |
| 2    | RC Baho XIII           | 10 | 7 | 0 | 3 | 2  | 2  | 311 | 243 | +68  | 25  |
| 3    | Lyon-Villeurbanne XIII | 10 | 4 | 1 | 5 | 2  | 5  | 257 | 230 | +27  | 21  |
| 4    | Toulouse Broncos XIII  | 10 | 5 | 1 | 4 | 2  | 2  | 249 | 234 | +15  | 21  |
| 5    | RC Carpentras XIII     | 10 | 3 | 0 | 7 | 0  | 4  | 192 | 263 | -71  | 13  |
| 6    | Montpellier XIII       | 10 | 2 | 0 | 8 | 2  | 4  | 150 | 319 | -169 | 12  |

- BO : Bonus Obtenu pour possession d'une équipe féminine
- BD : Bonus Défensif pour défaite de 12 points d'écart ou moins

|  | Qualifiés pour la poule B |
|  | Qualifiés pour la poule C |
|  | Qualifiés pour la poule D |
|  | Qualifiés pour la poule E |

#### Résultats
L'équipe qui reçoit est indiquée dans la colonne de gauche, celle qui se déplace en haut.
| Clubs                  | Albi    | Baho    | Capentras | Lyon-Villeurbanne | Montpellier | Toulouse Broncos |
| ---------------------- | ------- | ------- | --------- | ----------------- | ----------- | ---------------- |
| Albi RL XIII           |         | 30 - 31 | 42 - 8    | 40 - 38           | 58 - 0      | 22 - 16          |
| RC Baho XIII           | 12 - 28 |         | 37 - 16   | 36 - 24           | 30 - 2      | 46 - 14          |
| RC Carpentras XIII     | 16 - 26 | 34 - 44 |           | 16 - 12           | 20 - 0      | 40 - 10          |
| Lyon-Villeurbanne XIII | 20 - 32 | 25 - 16 | 22 - 16   |                   | 44 - 6      | 22 - 22          |
| Monypellier XIII       | 28 - 40 | 22 - 33 | 24 - 12   | 28 - 24           |             | 12 - 24          |
| Toulouse Broncos XIII  | 35 - 16 | 30 - 26 | 46 - 14   | 18 - 26           | 34 - 10     |                  |

|  | Victoire à domicile |  | Match nul |  | Défaite à domicile |

### Poule Ouest

#### Classement
| Rang | Club                   | J  | V  | N | D | Bo | Bd | Pm  | Pe  | Diff | Pts |
| ---- | ---------------------- | -- | -- | - | - | -- | -- | --- | --- | ---- | --- |
| 1    | RC Lescure-Arthès XIII | 10 | 10 | 0 | 0 | 2  | 0  | 348 | 112 | +236 | 32  |
| 2    | Villefranche XIII      | 10 | 5  | 1 | 4 | 2  | 1  | 216 | 217 | -1   | 20  |
| 3    | RC Saint-Gaudens XIII  | 10 | 5  | 0 | 5 | 0  | 3  | 236 | 153 | +83  | 17¹ |
| 4    | Réalmont XIII          | 10 | 4  | 1 | 5 | 0  | 3  | 270 | 197 | +73  | 17  |
| 5    | Tonneins XIII          | 10 | 3  | 0 | 7 | 2  | 0  | 174 | 326 | -152 | 11  |
| 6    | La Réole XIII          | 10 | 2  | 0 | 8 | 0  | 1  | 100 | 339 | -239 | 7   |

Saint-Gaudens a été sanctionné de 2 points en moins au classement pour avoir fait jouer un joueur suspendu.
- BO : Bonus Obtenu pour possession d'une équipe féminine
- BD : Bonus Défensif pour défaite de 12 points d'écart ou moins

|  | Qualifiés pour la poule B |
|  | Qualifiés pour la poule C |
|  | Qualifiés pour la poule D |
|  | Qualifiés pour la poule E |

#### Résultats
L'équipe qui reçoit est indiquée dans la colonne de gauche, celle qui se déplace en haut.
| Clubs                  | La Réole | Lescure-Arthès | Réalmont | Saint-Gaudens | Tonneins | Villefranche |
| ---------------------- | -------- | -------------- | -------- | ------------- | -------- | ------------ |
| La Réole XIII          |          | 12 - 33        | 6 - 42   | 8 - 12        | 24 - 10  | 20 - 14      |
| RC Lescure-Arthes XIII | 46 - 4   |                | 19 - 10  | 22 - 16       | 52 - 12  | 42 - 16      |
| Réalmont XIII          | 44 - 10  | 8 - 24         |          | 29 - 16       | 56 - 16  | 21 - 22      |
| RC Saint-Gaudens XIII  | 44 - 4   | 0 - 30 *       | 38 - 20  |               | 58 - 6   | 36 - 4       |
| Tonneins XIII          | 46 - 2   | 16 - 46        | 28 - 22  | 16 - 4        |          | 14 - 30      |
| Villefranche XIII      | 48 - 10  | 18 - 34        | 18 - 18  | 14 - 12       | 32 - 10  |              |

Saint-Gaudens a écopé d'un match perdu par forfait pour avoir fait jouer un joueur suspendu.
|  | Victoire à domicile |  | Match nul |  | Défaite à domicile |

## Deuxième phase
Dans cette phase, les quatre meilleures équipes d'Élite 2 sont réunies avec les 4 dernières équipes d'Élite 1. Il est précisé que les que les équipes ne pourront disputer le titre que pour la division dans laquelle elles sont engagées au début de la compétition, quel que soit leur classement à l'issue de cette phase.

### Composition des poules
| Poule B           | Poule C                | Poule D                | Poule E               |
| ----------------- | ---------------------- | ---------------------- | --------------------- |
| Albi RL XIII      | SO Avignon XIII        | RC Carpentras XIII     | Montpellier XIII      |
| Limoux XIII       | RC Baho XIII           | La Réole XIII          | RC Saint-Gaudens XIII |
| Palau XIII        | RC Lescure-Arthès XIII | Lyon-Villeurbanne XIII | Tonneins XIII         |
| Villefranche XIII | Villeneuve RL XIII     | Réalmont XIII          | Toulouse Broncos XIII |

|  | Équipes d'Élite 1 |

### Poule B

#### Classement
| Rang | Club              | J | V | N | D | Bo | Bd | Pm  | Pe  | Diff | Pts |
| ---- | ----------------- | - | - | - | - | -- | -- | --- | --- | ---- | --- |
| 1    | Limoux XIII       | 5 | 4 | 0 | 1 | 0  | 0  | 242 | 107 | +135 | 15  |
| 2    | Palau XIII        | 5 | 4 | 0 | 1 | 0  | 0  | 161 | 86  | +75  | 12  |
| 3    | Albi RL XIII      | 5 | 1 | 0 | 4 | 0  | 1  | 100 | 208 | -108 | 4   |
| 4    | Villefranche XIII | 5 | 1 | 0 | 4 | 0  | 0  | 90  | 192 | -102 | 3   |

- BD : Bonus Défensif pour défaite de 12 points d'écart ou moins
- BO : Néant

|  | Qualifiés pour les phases finales |

#### Résultats
L'équipe qui reçoit est indiquée dans la colonne de gauche, celle qui se déplace en haut.
| Clubs             | Albi    | Limoux  | Palau   | Villefranche |
| ----------------- | ------- | ------- | ------- | ------------ |
| Albi RL XIII      |         | 12 - 44 | 12 - 22 | 38 - 6       |
| Limoux XIII       | 48 - 12 |         | 28 - 9  | 56 - 30      |
| Palau XIII        | 52 - 10 | 38 - 24 |         |              |
| Villefranche XIII | 38 - 16 | 6 - 42  | 12 - 40 |              |

|  | Victoire à domicile |  | Match nul |  | Défaite à domicile |

### Poule C

#### Classement
| Rang | Club                   | J | V | N | D | Bo | Bd | Pm  | Pe  | Diff | Pts |
| ---- | ---------------------- | - | - | - | - | -- | -- | --- | --- | ---- | --- |
| 1    | SO Avignon XIII        | 6 | 5 | 1 | 0 | 0  | 0  | 210 | 64  | +146 | 17  |
| 2    | Villeneuve RL XIII     | 6 | 4 | 1 | 1 | 0  | 0  | 156 | 143 | +13  | 14  |
| 3    | RC Lescure-Arthès XIII | 6 | 2 | 0 | 4 | 0  | 0  | 126 | 152 | -26  | 7   |
| 4    | RC Baho XIII           | 5 | 0 | 0 | 5 | 0  | 2  | 93  | 226 | -133 | 2   |

- BD : Bonus Défensif pour défaite de 12 points d'écart ou moins
- BO : Néant

|  | Qualifiés pour les phases finales |

#### Résultats
L'équipe qui reçoit est indiquée dans la colonne de gauche, celle qui se déplace en haut.
| Clubs                  | Avignon | Baho    | Lescure-Arthès | Villeneuve |
| ---------------------- | ------- | ------- | -------------- | ---------- |
| SO Avignon XIII        |         | 52 - 12 | 32 - 12        | 40 - 0     |
| RC Baho XIII           | 8 - 38  |         | 22 - 28        | 17 - 24    |
| RC Lescure-Arthes XIII | 8 - 26  | 40 - 10 |                | 20 - 28    |
| Villeneuve RL XIII     | 24 - 24 | 46 - 24 | 34 - 18        |            |

|  | Victoire à domicile |  | Match nul |  | Défaite à domicile |

### Poule D

#### Classement
| Rang | Club                   | J | V | N | D | Bo | Bd | Pm  | Pe  | Diff | Pts |
| ---- | ---------------------- | - | - | - | - | -- | -- | --- | --- | ---- | --- |
| 1    | RC Carpentras XIII     | 6 | 4 | 1 | 1 | 0  | 1  | 138 | 96  | +42  | 15  |
| 2    | Réalmont XIII          | 6 | 5 | 0 | 1 | 0  | 0  | 136 | 90  | +46  | 15  |
| 3    | Lyon-Villeurbanne XIII | 6 | 2 | 1 | 3 | 0  | 3  | 124 | 104 | +20  | 11  |
| 4    | La Réole XIII          | 6 | 0 | 0 | 6 | 0  | 2  | 64  | 172 | -108 | 2   |

- BD : Bonus Défensif pour défaite de 12 points d'écart ou moins
- BO : Néant

|  | Qualifiés pour les phases finales |

#### Résultats
L'équipe qui reçoit est indiquée dans la colonne de gauche, celle qui se déplace en haut.
| Clubs                  | Carpentras | La Réole | Lyon-Villeurbanne | Réalmont |
| ---------------------- | ---------- | -------- | ----------------- | -------- |
| RC Carpentras XIII     |            | 36 - 12  | 18 - 16           | 34 - 14  |
| La Réole XIII          | 12 - 18    |          | 14 - 16           | 10 - 24  |
| Lyon-Villeurbanne XIII | 22 - 22    | 38 - 12  |                   | 14 - 16  |
| Réalmont XIII          | 20 - 10    | 40 - 4   | 22 - 18           |          |

|  | Victoire à domicile |  | Match nul |  | Défaite à domicile |

### Poule E

#### Classement
| Rang | Club                  | J | V | N | D | Bo | Bd | Pm  | Pe  | Diff | Pts |
| ---- | --------------------- | - | - | - | - | -- | -- | --- | --- | ---- | --- |
| 1    | RC Saint-Gaudens XIII | 6 | 4 | 0 | 2 | 0  | 2  | 166 | 86  | +80  | 14  |
| 2    | Toulouse Broncos XIII | 5 | 4 | 0 | 1 | 0  | 1  | 134 | 92  | +42  | 13  |
| 3    | Montpellier XIII      | 5 | 3 | 0 | 2 | 0  | 1  | 151 | 102 | +49  | 10  |
| 4    | Tonneins XIII         | 6 | 0 | 0 | 6 | 0  | 0  | 74  | 245 | -171 | 0   |

- BD : Bonus Défensif pour défaite de 12 points d'écart ou moins
- BO : Néant

|  | Qualifiés pour les phases finales |

#### Résultats
L'équipe qui reçoit est indiquée dans la colonne de gauche, celle qui se déplace en haut.
| Clubs                 | Montpellier | Saint-Gaudens | Tonneins | Toulouse Broncos |
| --------------------- | ----------- | ------------- | -------- | ---------------- |
| Montpellier XIII      |             | 34 - 22       | 58 - 4   | 16 - 24          |
| RC Saint-Gaudens XIII | 32 - 0      |               | 42 - 6   | 18 - 10          |
| Tonneins XIII         | 20 - 43     | 10 - 28       |          | 18 - 42          |
| Toulouse Broncos XIII |             | 26 - 24       | 32 - 16  |                  |

|  | Victoire à domicile |  | Match nul |  | Défaite à domicile |

## Phase finale

### Qualifiés
| Poule B           | Poule B | Poule C                | Poule C | Poule D            | Poule D | Poule E               | Poule E |
| ----------------- | ------- | ---------------------- | ------- | ------------------ | ------- | --------------------- | ------- |
| Albi RL XIII      | 1B      | RC Lescure-Arthès XIII | 1C      | Réalmont XIII      | 1D      | Toulouse Broncos XIII | 1E      |
| Villefranche XIII | 2B      | RC Baho XIII           | 2C      | RC Carpentras XIII | 2D      | RC Saint-Gaudens XIII | 2E      |

|  | Équipes d'Élite 1 |

### Tableau
|           | Barrages 5 avril 2015 et 19 avril 2015 | Barrages 5 avril 2015 et 19 avril 2015 | Barrages 5 avril 2015 et 19 avril 2015 |                          |                                                                             |                       |                          |                          | Demi-finales préliminaires 26 avril 2015 | Demi-finales préliminaires 26 avril 2015 |                                  |                                  |                        |              | Demi-finales 3 mai 2015          | Demi-finales 3 mai 2015          |  |  | Finale 17 mai 2015         | Finale 17 mai 2015         |  |
|           |                                        |                                        |                                        |                          |                                                                             |                       |                          |                          |                                          |                                          |                                  |                                  |                        |              |                                  |                                  |  |  |                            |                            |  |
|           |                                        | Qualification 1                        |                                        |                          |                                                                             |                       |                          |                          |                                          |                                          |                                  |                                  |                        |              |                                  |                                  |  |  |                            |                            |  |
|           | 1B                                     | Albi RL XIII                           | 38                                     | 40                       |                                                                             |                       |                          |                          |                                          |                                          |                                  |                                  |                        |              |                                  |                                  |  |  |                            |                            |  |
| 2C        | RC Baho XIII                           | 16                                     | 26                                     |                          |                                                                             |                       |                          | Baho                     |                                          |                                          |                                  |                                  |                        |              |                                  |                                  |  |  |                            |                            |  |
|           |                                        |                                        |                                        |                          |                                                                             |                       |                          |                          | RC Baho XIII                             | 28                                       |                                  |                                  |                        |              |                                  |                                  |  |  |                            |                            |  |
|           |                                        | Élimination 1                          | Élimination 1                          |                          |                                                                             |                       |                          |                          | Toulouse Broncos XIII                    | 18                                       |                                  |                                  |                        |              | Stade Jules Ribet, Saint-Gaudens | Stade Jules Ribet, Saint-Gaudens |  |  |                            |                            |  |
|           | 1D                                     | Réalmont XIII                          | 26                                     | 14                       |                                                                             |                       |                          |                          |                                          |                                          |                                  |                                  |                        |              | Albi RL XIII                     | 51                               |  |  |                            |                            |  |
|           | 2E                                     | RC Saint-Gaudens XIII                  | 10                                     | 32                       |                                                                             |                       |                          |                          |                                          |                                          |                                  |                                  |                        |              | Villefranche XIII                | 14                               |  |  | Stade Sabathé, Montpellier | Stade Sabathé, Montpellier |  |
|           |                                        |                                        |                                        |                          |                                                                             |                       |                          |                          |                                          |                                          |                                  |                                  |                        |              |                                  |                                  |  |  | Albi RL XIII               | 21                         |  |
|           |                                        | Élimination 2                          | Élimination 2                          | Élimination 2            | Élimination 2                                                               |                       |                          |                          |                                          |                                          | Stade Jules Ribet, Saint-Gaudens | Stade Jules Ribet, Saint-Gaudens |                        |              | RC Lescure-Arthès XIII           | 14                               |  |  |                            |                            |  |
|           | 1E                                     | Toulouse Broncos XIII                  | 42                                     | 14                       |                                                                             |                       |                          |                          |                                          |                                          |                                  |                                  |                        | RC Baho XIII | 26                               |                                  |  |  |                            |                            |  |
|           | 2D                                     | RC Carpentras XIII                     | 20                                     | 32                       |                                                                             |                       | Villefranche-de-Rouergue | Villefranche-de-Rouergue |                                          |                                          |                                  |                                  | RC Lescure-Arthès XIII | 42           |                                  |                                  |  |  |                            |                            |  |
|           |                                        |                                        |                                        |                          |                                                                             | RC Saint-Gaudens XIII | 20                       |                          |                                          |                                          |                                  |                                  |                        |              |                                  |                                  |  |  |                            |                            |  |
|           |                                        | Qualification 2                        | Qualification 2                        |                          |                                                                             |                       |                          |                          | Villefranche XIII                        | 32                                       |                                  |                                  |                        |              |                                  |                                  |  |  |                            |                            |  |
|           | 1C                                     | RC Lescure-Arthès XIII                 | 50                                     | 14                       |                                                                             |                       |                          |                          |                                          |                                          |                                  |                                  |                        |              |                                  |                                  |  |  |                            |                            |  |
|           | 2B                                     | Villefranche XIII                      | 16                                     | 24                       |                                                                             |                       |                          |                          |                                          |                                          |                                  |                                  |                        |              |                                  |                                  |  |  |                            |                            |  |
|           |                                        |                                        |                                        |                          | \| Légende : \| \| Progression du perdant \| \| Progression du vainqueur \| |                       |                          |                          |                                          |                                          |                                  |                                  |                        |              |                                  |                                  |  |  |                            |                            |  |
| Légende : |                                        | Progression du perdant                 |                                        | Progression du vainqueur |                                                                             |                       |                          |                          |                                          |                                          |                                  |                                  |                        |              |                                  |                                  |  |  |                            |                            |  |

Qualification / Élimination : les vainqueurs des rencontres de qualifications (Q1 et Q2) sont qualifiés directement pour les demi-finales, les perdants jouent les demi-finales préliminaires à domicile face aux vainqueurs des rencontres à éliminations (E1 et E2).